# SPQR

ローマ市の紋章

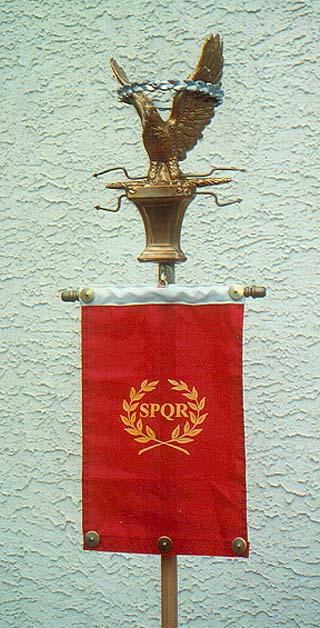
A modern recreation of a Roman standard

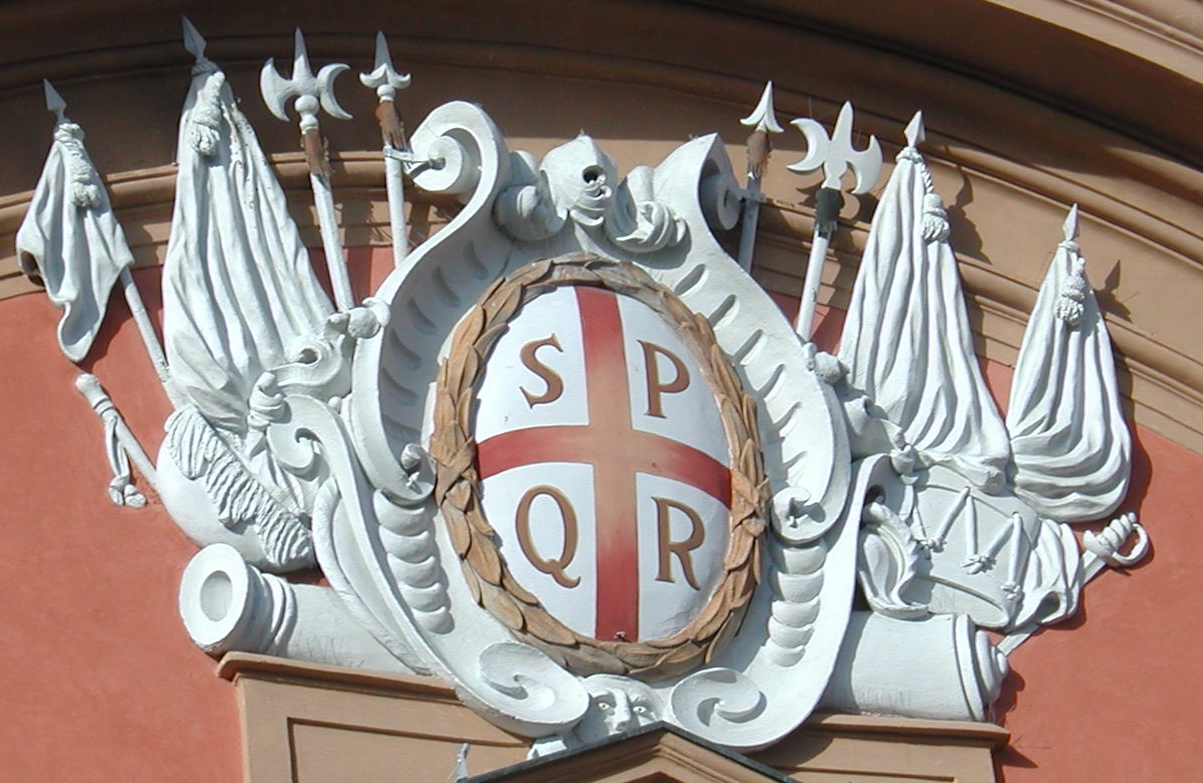
レッジョ・エミリアにあるSPQRの紋章（イタリアでは多くの建物の壁にこのような紋章が取り付けられている。）

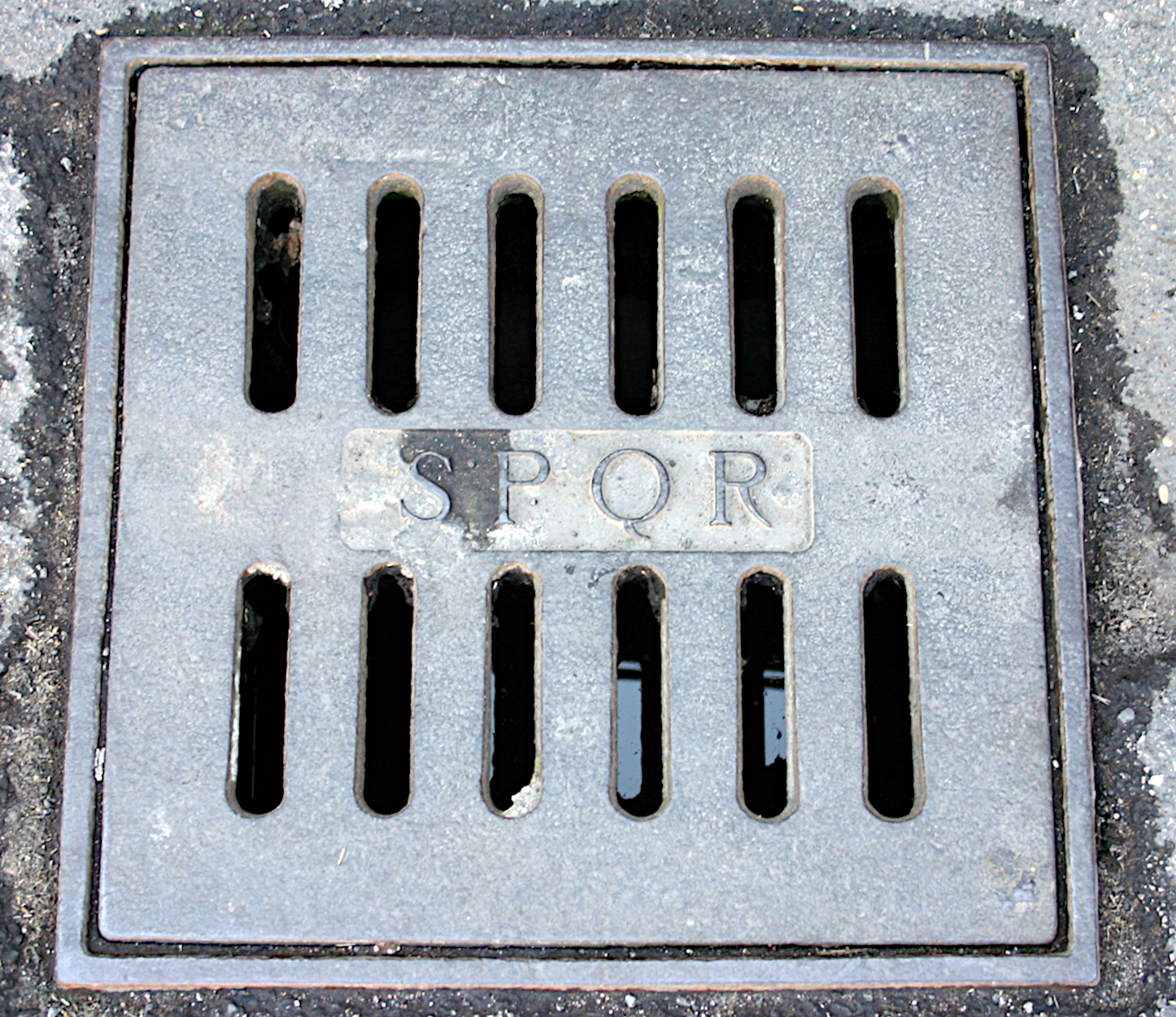
ローマにある四角いマンホールの蓋。SPQRの文字が見える。

SPQRとは、ラテン語の「Senātus Populusque Rōmānus（セナートゥス・ポプルスクェ・ローマーヌス）」、「ローマの元老院と人民（市民）」の略語。すなわち古代ローマの国家全体（共和政ローマ・ローマ帝国）の主権者を指す。また、現代の「紳士淑女諸君」のように、演説などの冒頭の挨拶にも使われた。

## 概要

### 過去の使用例
「SPQR」の文字は、古代の国家ローマとその市民の栄光と誇りを現すものであり、当時ローマ帝国の領域であった現在のヨーロッパや北アフリカにいたるあらゆる地域で公共物にすべて刻まれ、ローマ軍団の軍旗などにも使われた。ローマ時代の遺跡やそれを基にした建造物、ローマ市の盾形の紋章に見て取ることができる。

### 現在の使用例
現在もローマ市の広報に使用されており、「SPQR『ゴミはクズカゴヘ』」といった風に使用されるほか、マンホールの蓋やタクシーのドアにも描かれている。ASローマがユニフォームにスポンサーロゴの代わりに使うことがある。また、「Sono pazzi questi Romani.（このローマ市民どもは可笑しい）」という皮肉に解されることもある。